# Sahebganj (Indie)
Sahebganj – miasto w Indiach, w stanie Jharkhand. W 2011 roku liczyło 88 214 mieszkańców.